# Red Lion
Red Lion es un borough ubicado en el condado de York en el estado estadounidense de Pensilvania. En el año 2000 tenía una población de 6.149 habitantes y una densidad poblacional de 1,849.4 personas por km².

## Geografía
Red Lion se encuentra ubicado en las coordenadas 39°53′56″N 76°36′23″O / 39.89889, -76.60639.

## Demografía
Según la Oficina del Censo en 2000 los ingresos medios por hogar en la localidad eran de $35,828 y los ingresos medios por familia eran $41,850. Los hombres tenían unos ingresos medios de $31,595 frente a los $21,934 para las mujeres. La renta per cápita para la localidad era de $17,723. Alrededor del 10.4% de la población estaba por debajo del umbral de pobreza.